# Youri Choumitski
Youri Mikhaïlovitch Choumitski (en russe : Юрий Михайлович Шумицкий), né le 29 janvier 1943 à Vladivostok, est un journaliste, aventurier et écrivain russe.
Il est surtout connu pour avoir traversé à pied, en neuf mois, toute la Sibérie de Vladivostok à Kaliningrad en 1979-1980.

## Biographie
Élevé dans la famille de son grand-père Ivan Mitrofanovitch à Kharkov, il est le fils d'un ingénieur, Mikhaïl Ivanovitch. Avec son père, il parcourt dans sa jeunesse l'Extrême-Orient russe, le sud de l'Oural et le sud du Kazakhstan.
Après le lycée à Volno-Nadejdinskoïe, près de Vladivostok, dont il sort diplômé, il commence à écrire dès l'âge de 14 ans pour le journal de Zlatooust (Златоустовский рабочий). Il sert de 1933 à 1966 dans l'armée soviétique et, au cours de ses années d'études, travaille comme ouvrier dans un théâtre (1968-1969). Il rédige aussi des articles pour des journaux de Sibérie et de l'Extrême-Orient russe. En 1972, il est diplômé officiellement  comme journaliste.
En 1977, il décide de s'installer au Kamtchatka. En 1979-1980, il est rédacteur en chef du programme d'une station de radio. C'est à ce moment-là qu'il s'engage dans un exploit sportif : faire un voyage à pied de Vladivostok à Kaliningrad. Il commence l'aventure le 25 juillet 1979. Il se déplace à une vitesse moyenne de 6 kilomètres par heure, couvrant une distance d'environ 12 000 kilomètres. Durant son périple, il envoie 38 reportages à la station de radio à partir de différents points de la route. De passage, le 24 avril 1980, à Zlatooust, vingt-deux ans après ses études, il frappe à la fenêtre de son ancienne professeure d'allemand à qui il avait promis l'exploit, et la retrouve.
À son arrivée à Moscou le 7 juillet 1980, en tant que journaliste radio et avec le soutien du journal Komsomolskaïa Pravda, il est accrédité auprès du Centre de presse olympique. Le 6 octobre, il atteint le point final du voyage, Kaliningrad, et publie ses aventures dans un journal pour la jeunesse en 1981.
Au Kamtchatka, après son exploit, il travaille dans une entreprise exploitant le bois appartenant au groupe Sevmorgeo de Moscou, puis comme professeur de langue et de littérature russes dans une école par correspondance pour marins. Il a été secrétaire exécutif du journal Leninskoe Znamya à Ielizovo, rédacteur en chef des programmes de radio et de télévision du comité de radiodiffusion et de télévision du Comité exécutif régional du Kamtchatka, devenu par la suite la State Television and Radio Broadcasting Company Kamchatka. Il a occupé les postes de rédacteur en chef, commentateur, chef du département de diffusion pour Moscou et, le 1er juin 2005, a été transféré à la nouvelle institution d'État Kamchatoblteleradio en tant que correspondant spécial.
En 2003, à Vladivostok, il publie son premier recueil de poésie, Побудь у одиночества в гостях (Rester dans la solitude lors d'une fête). On lui doit divers autres ouvrages dont un récit de son voyage à pied édité par la maison d'édition Young Guard en 1986 et la maison d'édition de Moscou Terra en 2000.
Choumitski est membre de l'Union des journalistes de Russie, lauréat du prix régional V. Kruchina. En 1965, il a reçu la médaille commémorative des 20 ans de la victoire dans la Grande Guerre patriotique. Il a aussi été député du Conseil régional du Kamtchatka de 1998 à 2001.